# Mughiphantes johannislupi
Mughiphantes johannislupi är en spindelart som först beskrevs av Denis 1953.  Mughiphantes johannislupi ingår i släktet Mughiphantes och familjen täckvävarspindlar.
Artens utbredningsområde är Frankrike. Inga underarter finns listade i Catalogue of Life.